# Behandlungsabbruch
Behandlungsabbruch ist nach dem Urteil des Bundesgerichtshofs (BGH) vom 25. Juni 2010 das Unterlassen, Begrenzen oder Beenden einer begonnenen medizinischen Behandlung. In der betreffenden Entscheidung („Fall Putz“) hat der BGH die Anforderungen an eine durch (mutmaßliche) Einwilligung gerechtfertigten Sterbehilfe beim Behandlungsabbruch im Fall eines tödlichen Krankheitsverlaufs konkretisiert. Der gerechtfertigte Behandlungsabbruch nach Maßgabe des Patientenwillens führte zu einer Neubewertung der passiven Sterbehilfe in Deutschland.

## Vorgeschichte
Früher unterschied die herrschende Meinung zwischen der passiven (erlaubten) bzw. indirekten (erlaubten) und der aktiven (verbotenen) Sterbehilfe. Das Beenden einer medizinischen Versorgung umfasst allerdings vielerlei aktive und passive Handlungen, deren Einordnung nach der obigen Ansicht oftmals Schwierigkeiten bereitete und teilweise auch nur vom Zufall abhing, denn die naturalistische Unterscheidung zwischen aktiv (Tun) und passiv (Unterlassen) hing nur von der Ausführung des Handelnden ab und dieser war je nach Art der Ausführung entweder gerechtfertigt oder nicht, obwohl die Zielsetzung jeweils die gleiche war. Diese Rechtslage war unsicher und nicht praktikabel, sodass der BGH den sog. rechtfertigenden Behandlungsabbruch entwickelte, um die Voraussetzungen der Rechtfertigung einer Sterbehilfe zu vereinheitlichen.

## Voraussetzungen für einen gerechtfertigten Behandlungsabbruch
Der BGH entwickelte einheitliche Voraussetzungen, an denen die Rechtfertigung eines Behandlungsabbruchs nun zu messen sei:
1. Lebensbedrohliche Erkrankung der betroffenen Person bzw. ist ihr Weiterleben medizinisch von Maßnahmen zur Verlängerung oder Erhaltung des Lebens abhängig
2. Die Lebensverkürzung muss sich auf einen Behandlungsabbruch beschränken
3. Der Behandlungsabbruch muss dem tatsächlichen Willen oder dem mutmaßlichen Willen der betroffenen Person entsprechen (Ob das Verfahren der §§ 1901a ff. BGB a. F. eingehalten werden musste, war umstritten; seit 2013 kann ein Behandlungsabbruch nach § 630d BGB auch direkt auf eine Patientenverfügung gestützt werden; zum 1. Januar 2023 wurden die § 1901a ff. zu §§ 1827 ff. BGB umnummeriert.)
4. Subjektiv müssen Kenntnis der objektiven Umstände nach einer pflichtgemäßen Überprüfung der Willensübereinstimmung und das Motiv (beim Handelnden) vorliegen im Willen des Patienten zu handeln

Die Rechtfertigung gilt unabhängig davon, ob es sich tatbestandlich um einen Totschlag (§ 212 Strafgesetzbuch [StGB]) oder aufgrund eines geäußerten Sterbeverlangens um eine Tötung auf Verlangen (§ 216 StGB) handelt. In persönlicher Hinsicht sind nicht nur Ärzte, Betreuer und Bevollmächtigte gerechtfertigt, sondern auch Dritte soweit sie als für die medizinische Behandlung und Betreuung als Hilfsperson tätig sind.

### Lebensbedrohliche Erkrankung
Die betroffene Person muss lebensbedrohlich erkrankt sein oder ihr Weiterleben ist medizinisch von Maßnahmen zur Verlängerung oder Erhaltung des Lebens abhängig. Letzteres können vor allem die künstliche Ernährung, die Beatmung oder auch andere Tätigkeiten sein, die der Körper nicht mehr selbst durchführen kann wie bspw. eine Dialyse. 

### Behandlungsabbruch
Die Lebensverkürzung muss sich auf einen Behandlungsabbruch beschränken, d. h. 
- einem bereits begonnenen Krankheitsprozess seinen Lauf zu lassen,
- ggf. Leiden oder Schmerz zu lindern,
- die lebenserhaltenden oder lebensverlängernden Maßnahmen nicht fortzuführen,

sodass der Patient dem Sterben überlassen wird.
Gerechtfertigt kann das Unterlassen einer lebenserhaltenden Maßnahme (oder der Abbruch der Maßnahme) und auch Handlungen, die als indirekte Sterbehilfe zu qualifizieren sind wie bspw. die Verabreichung von Schmerzmitteln mit der Nebenfolge der Lebensverkürzung. Diese indirekte Sterbehilfe kann sogar unter Umständen ohne ärztliche Anordnung gerechtfertigt sein. Lebensbeendende Handlungen, die nicht im medizinischen Zusammenhang mit der Behandlung stehen, sind als aktive Lebensverkürzung (aktive Sterbehilfe) nicht rechtfertigungsfähig.

### Willensentsprechung
Der Behandlungsabbruch muss dem tatsächlichen oder dem mutmaßlichen Willen der betroffenen Person entsprechen. Dies geht darauf zurück, dass das Selbstbestimmungsrecht aus Art. 1 Abs. 1, Art. 2 Abs. 1 Grundgesetz (GG) zur Abwehr gegen nicht gewollte Eingriffe in die körperliche Unversehrtheit und gegen die Beeinflussung des Fortgangs seines Lebens bzw. Sterbens dient.
Allerdings ist umstritten, ob die Voraussetzungen der §§ 1901a ff. BGB erfüllt sein müssen. In der Literatur wird dies abgelehnt, weil Regelungen des Bürgerlichen Gesetzbuchs dem materiellen Strafrecht fremd seien. Dagegen spricht jedoch bereits, dass auch die Selbsthilferechte aus dem Bürgerlichen Gesetzbuch als Rechtfertigungsgründe im materiellen Strafrecht anerkannt sind. Die Rechtsprechung hingegen erachtet die Einhaltung der §§ 1901a ff. BGB für unverzichtbar. Die Vorschriften geben den Beteiligten Rechts- und Verhaltenssicherheit. Außerdem sollen die Vorschriften gewährleisten, dass in einer solchen emotionalen Ausnahmesituation eine sorgfältige und gewissenhafte Prüfung des Patientenwillens erfolgt. Im Ergebnis sollte aus Gründen der Rechtssicherheit der Rechtsprechung gefolgt werden, zumal diese Frage höchstrichterlich geklärt wurde.

### Subjektives Element
Subjektiv muss der Handelnde in Kenntnis der objektiven Umstände nach einer pflichtgemäßen Überprüfung der Willensübereinstimmung handeln und das Motiv im Willen des Patienten zu handeln muss vorliegen.